# Herman J. Mankiewicz

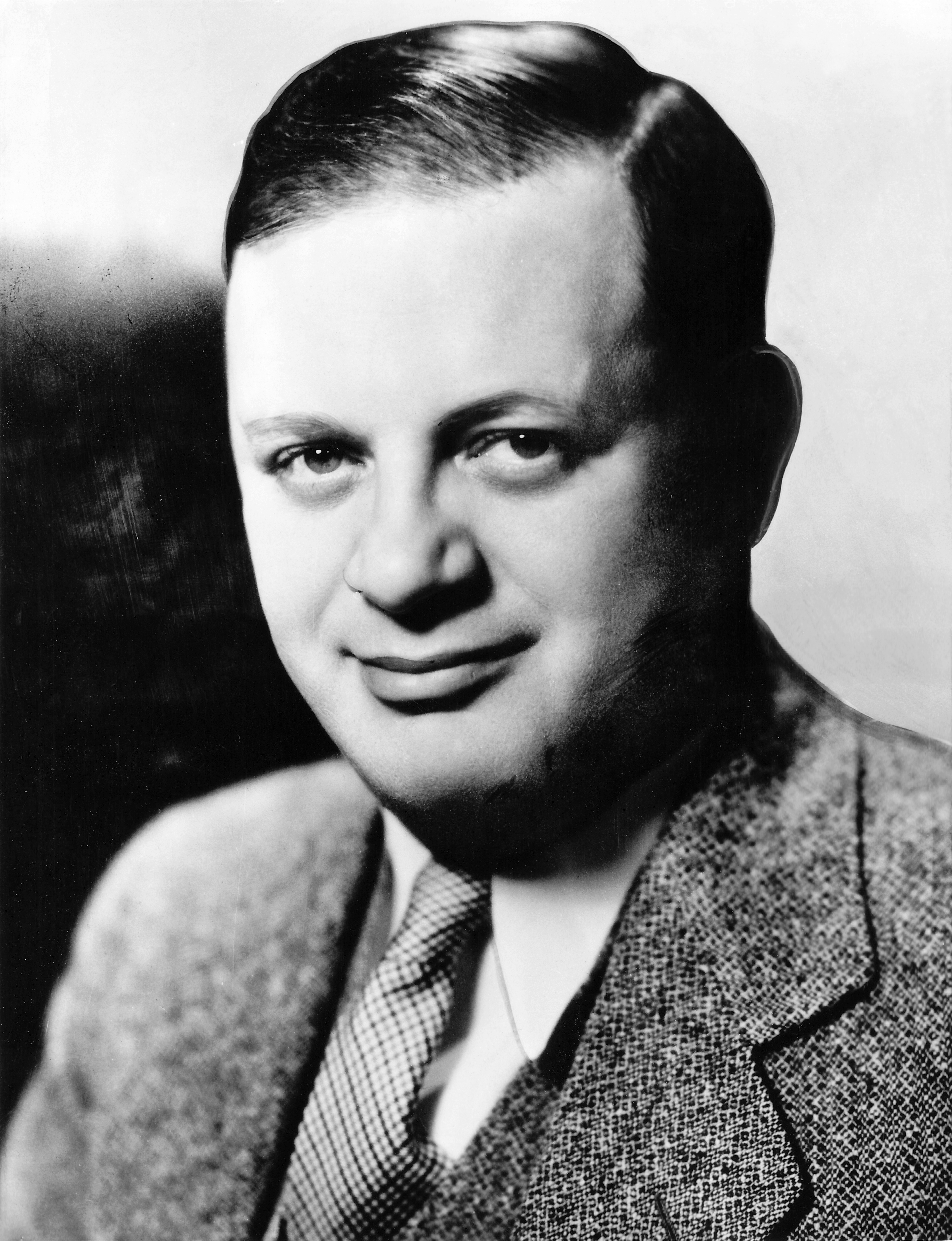
Mankiewicz im Jahr 1943

Herman Jacob Mankiewicz (* 7. November 1897 in New York City; † 5. März 1953 in Hollywood, Kalifornien) war ein US-amerikanischer Drehbuchautor deutsch-jüdischer Herkunft. Bekannt wurde er durch seine Mitarbeit an Orson Welles’ Citizen Kane.

## Leben
Herman Jacob Mankiewicz war das erste Kind des in Berlin geborenen und 1892 in die USA ausgewanderten deutschen Juden Franz Mankiewicz und seiner Ehefrau Johanna Blumenau. Er studierte an der Columbia University und in Berlin. Während seiner Zeit in Deutschland begann er als Korrespondent der Chicago Tribune zu arbeiten; später war er auch für die New York Times tätig. Als er in die USA zurückging, begann er seine Karriere am Broadway als Theaterkritiker und ging dann nach Hollywood, um als Drehbuchautor zu arbeiten. Er gewann einen Oscar für die Zusammenarbeit mit Orson Welles an dessen Film Citizen Kane. Mankiewicz war der ältere Bruder von Joseph L. Mankiewicz, sein Neffe Tom Mankiewicz war als Drehbuchautor und Regisseur tätig. Sein Sohn Don Mankiewicz (1922–2015) war ebenfalls als Drehbuchautor aktiv.
Unter der Regie von David Fincher entstand der 2020 veröffentlichte Film Mank, in dem Mankiewicz’ Streitigkeiten mit Orson Welles über das Drehbuch für Citizen Kane dargestellt werden. Gary Oldman übernahm hierin die Rolle von Mankiewicz.

## Filmografie (Auswahl)
- 1926: Der Schrecken von Singapore (The Road to Mandalay)
- 1927: Der Gentleman von Paris (A Gentleman of Paris)
- 1927: Scheidung vor der Ehe (Honeymoon Hate)
- 1927: Don Alonzo, der Rächer (The Gay Defender)
- 1928: Polizei (The Drag Net)
- 1929: Der Kampf um die Macht (The Mighty)
- 1929: Sie nannten ihn Thunderbolt (Thunderbolt)
- 1929: Der König der Vagabunden (The Vagabond King)
- 1929: Die Stimme aus dem Jenseits (The Canary Murder Case)
- 1929: Der Held des Tages (The Love Doctor)
- 1930: Laughter
- 1930: The Royal Family of Broadway
- 1931: The Front Page – Cameoauftritt als Reporter
- 1932: Die letzten Vier (The Lost Squadron)
- 1932: Beine sind Gold wert (Million Dollar Legs)
- 1933: Dinner um acht (Dinner at Eight)
- 1935: Nach Büroschluss (After Office Hours)
- 1935: Spione küßt man nicht (Rendezvous)
- 1939: Der Zauberer von Oz (The Wizard of Oz; ungenannte Mitarbeit am Drehbuch)
- 1940: Comrade X
- 1941: Citizen Kane
- 1942: Der große Wurf (The Pride of the Yankees)
- 1942: Stand by for Action
- 1945: Mit den Augen der Liebe (The Enchanted Cottage)
- 1945: Die Seeteufel von Cartagena (The Spanish Main)
- 1952: Der Stolz von St. Louis (The Pride of St. Louis)